# فارس عابدی
فارس عابدی (عربی: فارس عابدي؛ زادهٔ ۹ مهٔ ۱۹۹۹) بازیکن فوتبال اهل عربستان سعودی است.
وی همچنین در تیم‌های ملی فوتبال زیر ۱۸ سال آمریکا، زیر ۲۳ سال عربستان سعودی، و عربستان سعودی بازی کرده‌است.